# Viola de Queluz
Viola de Queluz é uma das variantes regionais da viola brasileira, especificamente produzida em oficinas da região de Queluz (atual Conselheiro Lafaiete - MG), entre o final do século XIX e início do século XX, tendo sido registrada como um patrimônio imaterial da cidade.
De fabricação artesanal, foram inspirada nas "violas toeiras", de Portugal. As famílias Meirelles e Salgado eram donas das oficinas mais famosas da região.
Sobre as famosas violas de Queluz, os Meirelles e os Salgado, duas famílias de artesãos do final do século XIX e início do XX, se sobressaíram na confecção destas violas. Seus instrumentos eram vendidos principalmente por ocasião do jubileu que se realizava em Congonhas do Campo, ponto de convergência de fiéis das mais diversas procedências, atraídos pelos milagres do Senhor de Bom Jesus (que dá nome ao Santuário de Matosinhos em Congonhas, também conhecido pelas obras de Aleijadinho e Ataíde).
O violeiro e artesão de maior prestígio da antiga Queluz foi José Rodrigues Salgado, que, após ter tocado para Pedro II na residência do Barão de Queluz (quando da viagem do Imperador a Ouro Preto, em 1889, para a inauguração do ramal férreo), passou a fabricar violas para a Corte. Seu ofício – arte repassada ao longo de gerações – foi transmitido a seus descendentes, que até meados do século passado ainda construíam violas. A última viola fabricada pela família Salgado foi feita no ano de 1969.